# IC 2995
IC 2995 est une galaxie spirale barrée située dans la constellation de l'Hydre. Sa vitesse par rapport au fond diffus cosmologique est de 2 167 ± 24 km/s, ce qui correspond à une distance de Hubble de 32,0 ± 2,3 Mpc (∼104 millions d'al). Elle a été découverte par l'astronome américain Lewis Swift en 1898.
La classe de luminosité de IC 2995 est III et elle présente une large raie HI.
À ce jour, près d'une vingtaine de mesures non basées sur le décalage vers le rouge (redshift) donnent une distance de 19,689 ± 3,459 Mpc (∼64,2 millions d'al), ce qui est nettement à l'extérieur des valeurs de la distance de Hubble.

## Groupe de NGC 4105
IC 2995 est une galaxie du groupe de NGC 4105. Ce groupe de galaxies compte au moins cinq membres. Outre NGC 4105, les autres galaxies du groupe sont IC 3005, IC 3010 et ESO 440-46.